# União Nacional de Cidadãos Éticos
A União Nacional de Cidadãos Éticos, mais conhecida pela sigla UNACE é um partido político do Paraguai de tendência nacionalista e de direita. Foi fundado em 2002 por Lino Oviedo, e é considerado o sucessor da União Nacional de Colorados Éticos, dissidência interna do Partido Colorado, que abandonou o partido depois que o tribunal partidário não reconheceu a vitória de Oviedo nas eleições internas de 1997.

Nas eleições gerais de 2003, o UNACE apresentou como candidato à presidência Sánchez Guffanti. Elegeu 7 senadores e 10 deputados no Congresso Nacional.

Nas Eleições gerais no Paraguai em 2008, o UNACE apresentou Lino Oviedo como candidato a presidente, obtendo este 22.8% dos votos, ficando atrás de Fernando Lugo (eleito) e Blanca Ovelar. Naquelas eleições, o partido elegeu 9 senadores e 15 deputados. 
Em 2013, Oviedo seria novamente candidato à presidência do Paraguai pelo UNACE, mas morreu em um acidente de helicóptero em 2 de fevereiro daquele ano, quando retornava de um comício.

## Oviedismo
Os seguidores do general Oviedo eram conhecidos como oviedistas. Por ser o UNACE o partido de Oviedo, se relacionam portanto o oviedismo e os oviedistas com o UNACE.